# گرهارت بولت
گرهارت بولت (آلمانی: Gerhard Boldt؛ ‏ تلفظ آلمانی: [ˈɡe:ɐ̯haʁt]؛ ‏ ۲۴ ژانویهٔ ۱۹۱۸ – ۷ مهٔ ۱۹۸۱) یکی از افسران نیروی زمینی آلمان بود که خاطرات شغلی و تجربیات خود را در خلال جنگ جهانی دوم به رشتهٔ تحریر درآورد.

## خلاصۀ زندگی حرفه‌ای
بولت در ۴ اوت ۱۹۴۳ به دلیل شجاعتِ بسیار، نشان صلیب شوالیه صلیب آهنین را دریافت کرد. او یک ستوان ارشد (Oberleutnant) در لشکر پنجاه و هشتم پیاده‌نظام در جبهه شرقی و مدتی نیز افسر سواره‌نظام بود.
بولت در ماه‌های آخر جنگ جهانی دوم، به ادارهٔ اطلاعات نظامی راینهارت گیلن منتقل شد. او در فورربونکر آدولف هیتلر مستقر بود که در زیر ساختمان صدارت عظمای رایش در برلین قرار داشت. او به مافوقش ژنرال هانس کربس گزارش می‌داد و یک جلسه توجیهی روزانه با هیتلر، نظامیان بلندپایه و نزدیک‌ترین همکارانش - به ویژه مارتین بورمان، هرمان گورینگ و یوزف گوبلس داشت. بولت فرصتی منحصر به فرد داشت تا اعضای برجسته و سلسله مراتب آنان را در طول نبرد برلین از نزدیک مشاهده کند. پس از جنگ، وی دربارهٔ تجربیات خود در آخرین برلین تحت کنترل نازی‌ها نوشت. توصیف بولت از جو حاکم، ابتدا در دفتر نیمه‌ویرانِ صدارت عظمای رایش و سپس در محیط فورربونکر، تصور وحشتناکی از ویرانی و فروپاشی کل سیستم نازی را نقل می‌کند.

## سرانجام
در ۲۹ آوریل ۱۹۴۵، ارتباطات صدارت عظمای رایش قطع شد، نیروهای شوروی در حال نزدیک شدن بودند و بسیاری به خودکشی هیتلر را پیش‌بینی می‌کردند و کنجکاو بودند که در آینده چه پیش خواهد آمد. دوست بولد، برنت فون فرایتاگ-لورینگهوفن، اجازه خروج آنها را از دفتر صدارت رایش گرفته بود. آن شب، بولد به همراه فون فرایتاگ-لورینگهوفن و دستیار ویلهلم بورگدورف، سرهنگ دوم رودلف وایس، فورربونکر را ترک کردند. این افراد وظیفه داشتند خود را به ارتش دوازدهم (ورماخت) ژنرال والتر ونک برسانند و برای دفاع از برلین درخواست کمک کنند. وایس از دو همراه خود جدا و کمی بعد اسیر شد. او پنج سال اسارت را در اردوگاه اسرای جنگی شوروی در لهستان تحمل کرد. شب‌هنگام که بولت و برنت فون فرایتاگ-لورینگهوفن در گودالی در یک جنگل پنهان شده بودند، بولت سعی کرد با مصرف بیش از حد مرفین خودکشی کرد. فون لورینگهوفن او را وادار کرد که مرفین را قی کرده و بالا بیاورد و بدین ترتیب جانش را نجات داد. در ۱۲ مه، پس از چندین رویارویی نزدیک با سربازان شوروی، این دو دوست از هم جدا شدند. بولد به سمت شمال و لوبک رفت و فون لورینگهوفن به سمت لایپزیگ رفت تا به همسر و پسرش بپیوندد. بولد موفق شد خود را به خانواده‌اش در لوبک برساند. در آنجا بود که وی توسط سربازان انگلیسی دستگیر و به بازداشتگاه اسرای جنگی فرستاده شد.

## مناقشه
ادعا شده‌است که بولت احتمالاً در آخرین روزهای فعالیت هیتلر در فورربونکر حضور نداشته‌است. نویسنده‌ای به نام مِـیو موس در مجلهٔ تایم گزارش نمود که بولت «آخرین روزهای زندگی هیتلر را، از منابع منتشرشدهٔ موجود "ساخته"، چرا که خودش در آنجا نبوده است». با این حال، منابع دیگر بیان کرده‌اند که بولت در فورربونکر حضور داشته‌است.

## پس از جنگ
گرهارت بولت پس از پایان جنگ به نویسندگی روی آورد و کتاب دیگری تحت عنوان «واپسین روزهای هیتلر: روایتی از شاهدان عینی» نگاشت که به انگلیسی ترجمه شد و دستمایه ساخت فیلم‌های هیتلر: ده روز آخر و سقوط بود.

## نشان‌ها
- صلیب آهنین (۱۹۳۹)
  - درجهٔ دوم
  - درجهٔ اول
- صلیب شوالیه صلیب آهنین هنگامی که ستوان ارشد در گردان ۲۵۸ شناسایی بود.